# Oliver Kovačević
Oliver Kovačević (szerb cirill betűkkel Оливер Ковачевић; Split, 1974. október 29. – ) szerb válogatott labdarúgókapus.

## Pályafutása

### Klubcsapatban
Splitben született. Pályafutása során az FK Sremčica, az FK Milicionar, az FK Železnik, a török Samsunspor és a bolgár CSZKA Szofija csapatában védett. 

### A válogatottban
2005-ben 3 alkalommal szerepelt a jugoszláv és a szerb-montenegrói válogatottban. Részt vett a 2006-os világbajnokságon, de egyetlen mérkőzésen sem lépett pályára.

## Sikerei, díjai
Železnik
- Szerbia és Montenegró-i kupagyőztes (1): 2004–05

CSZKA Szofija
- Bolgár kupagyőztes (1): 2005–06